# 戀愛的溫度
《戀愛的溫度》（韓語：연애의 온도）是一部2013年上映的韓國愛情電影。以秘密戀愛3年的情侶分手後再復合所上演的故事，描繪大眾戀愛經歷，如膠似漆的熱戀期過後突如其來的變質，闡述夢想中的浪漫愛情以及現實中無法灑脫的日常生活。

## 劇情介紹
李東希和張英是在一家銀行裡維持三年秘密戀愛的同事，卻在分手後讓一切曝光。因為工作關係，兩人必須常常在公司見面，表面上互相對立著，但另一方面暗訪各自的SNS，監視對方是否有新戀情，在分手後竟然比熱戀時更關注彼此……

## 演員陣容
- 李民基 飾 李東希
- 金敏喜 飾 張英
- 崔武成 飾 金科長
- 羅美蘭 飾 孫次長
- 夏沇秀 飾 孝善
- 李文貞 飾 崔小姐
- 金康賢 飾 朴係長
- 崔貴華 飾 孫次長的新郎
- 朴秉恩 飾 閔次長

## 獲獎
- 2013年第49屆百想藝術大賞
  - 電影部門 女子最優秀演技獎（金敏喜）
- 2013年第16屆上海國際影展[3]
  - 亞洲新人獎頒獎典禮 最佳影片獎

## 外部連結
- 官方网站
- NAVER電影 （页面存档备份，存于）
- KBS WORLD電影集錦 （页面存档备份，存于）（中文）